# Mutsumi Otohime
Mutsumi Otohime (乙姫 むつみ Otohime Mutsumi?) es un personaje ficticio de la serie de anime y manga Love Hina.

## Breve reseña
Siendo algo mayor que Keitaro y Naru, es una chica de complexión anémica y débil, razón por la cual suele ser muy reservada, y desmayarse en ocasiones que se ve sometida a presión o estrés.
Es una chica un tanto atolondrada, cuya familia vivió en Hinata-sou, y que tuvo bastante relación con Keitaro en el pasado cuando niños, incluso llegó a residir en Hinata-sou al lado de Keitaro. Ahora vive junto a su familia en Naha, Okinawa.
Es muy inteligente y optimista, hasta al caso de no medirse en muchos casos y desconociendo su propia salud, ya que padece de anemia. Luego, en el manga, se demuestra que llega a superar esa condición
Su abundante busto es una material de bromas y chistes ecchi en la temática tanto de la serie como del manga, siendo muy recurrente como un tópico de humor. Tiende a exclamar "ara" cuando ve una situación cómica o graciosa.